# 로버트 브로일리스
로버트 브로일스(Robert Broyles, 1933년 1월 20일 ~ 2011년 2월 12일)는 미국의 배우이다.

## 출연 작품
- OP 센터 (1995년)
- 소니 보이 (1989년)
- 캘리포니아 걸 (1985년)
- 폴터가이스트 (1982년)
- 타이타닉 인양 (1980년)
- 노마 레이 (1979년)
- 미지와의 조우 (1977년)
- 털보 가족 (1966년)

### 텔레비전
- 나의 세 아들 (1960년)